# Lijst van Horinezen
Dit is een lijst van Horinezen.

## Ereburgers

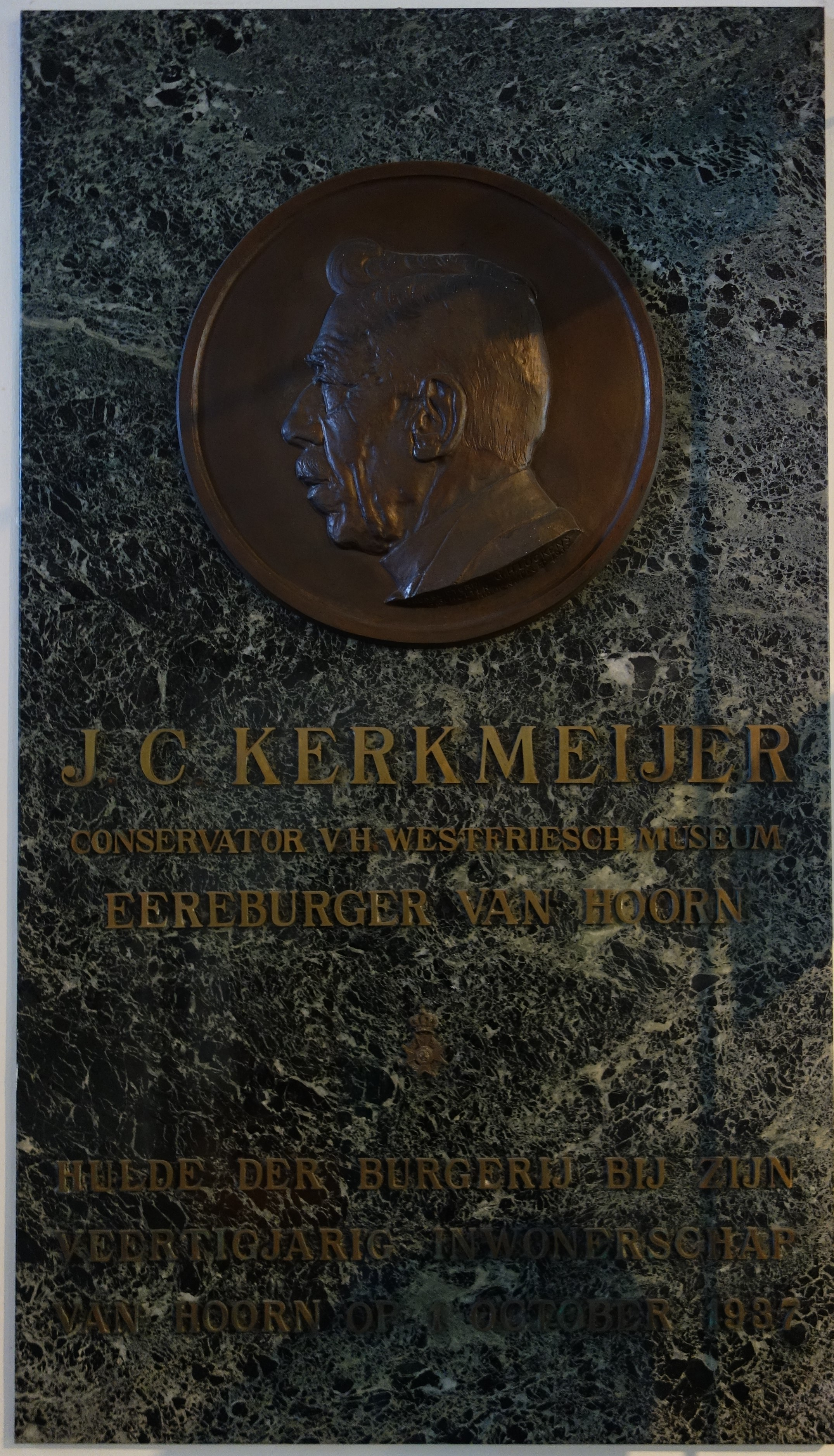
Plaquette voor Johan Kerkmeijer in de entree van het Westfries Museum

De gemeente Hoorn heeft tot op heden aan vier personen het ereburgerschap verleend:
- Johan Kerkmeijer, was oprichter van Vereniging Oud Hoorn, voorzitter van de Ambachtsschool, betrokken bij de oprichting van het Westfries Genootschap en meer
- Pieter Nooteboom, opereerde veelal in de schaduw van Kerkmeijer, en liet een grote collectie filmmateriaal over Hoorn na
- Dirk Breebaart, was onder meer burgemeester van Hoogwoud, voorzitter van het Westfries Genootschap, oprichter en voorzitter van de stichting Stadsherstel Hoorn, dijkgraaf van De Vier Noorder Koggen en later van het Waterschap Westfriesland
- Gré Visser, benoemd tot ereburger op 12 september 2011 vanwege haar heldhaftige optreden door vele mensen onder zeer moeilijke omstandigheden onderdak te bieden tijdens de Tweede Wereldoorlog

## Geboren in Hoorn

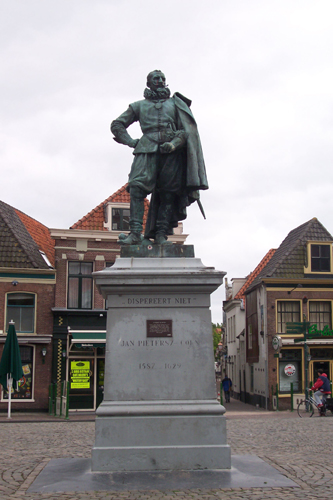
Standbeeld van J.P. Coen op de Roode Steen

- Platte Thijs (16e eeuw), legendarisch persoon en naam van een lokale politieke partij in de jaren 1970
- Hadrianus Junius (1511-1575), lijfarts Willem van Oranje
- Rombout Hogerbeets (1561-1625), pensionaris van Leiden en lid Hoge Raad van Holland, Zeeland en West-Friesland
- Pieter Jansz. Liorne (1561-1620), mede-ontwikkelaar van het Fluitschip
- Theodorus Velius (1572-1630), arts en geschiedschrijver
- Willem Cornelisz Schouten (ca. 1577-1625), ontdekkingsreiziger
- Jan Pieterszoon Coen (1587-1629), gouverneur-generaal van Nederlands-Indië
- Willem IJsbrantsz. Bontekoe (1587-1657), schipper
- Dirck Albertsz Raven (1589/90- na 1639), schipper en commandeur van de Noordsche Compagnie
- François van Bredehoff (1648-1721), hoogschout van Hoorn, lid van de Raad van state, vrijheer van Oosthuizen en Pijlsweert
- Adriaan van Bredehoff (1672-1733), schout, regent van Hoorn en vrijheer van Oosthuizen
- Dirk Jansz. van Dam (1705-1784), astronoom, wiskundige, landmeter, almanakberekenaar
- Maarten Houttuyn (1720-1798), arts en natuurkundige
- Meindert Dirksz van Dam (1740-1815), astronoom, berekenaar van zon- en maanstanden t.b.v. almanakken
- Lucas Stokbroo (1792-1867), verzamelaar en politicus
- Carel Wiggers van Kerchem (1826-1888), zakenman en bankier
- Willem Marius Gunning (1834-1912), oogheelkundige
- Adrianus Bleijs (1842-1912), architect
- Johannes Messchaert (1857-1922), bariton
- Gerhard Wilhelm Kernkamp (1864-1943), historicus
- Johanna Aleida Nijland (1870-1950), eerste vrouwelijke Nederlandse doctor in de letteren
- Jacob Blokker (1874-1944), grondlegger Blokker-concern
- Hein verLoren van Themaat (1874-1966), burgemeester en hoogleraar
- Margaretha Eijken (1875-1986), vanaf 1984 tot haar overlijden de oudste inwoonster van Nederland
- Rudolf Heg (1879-1960), directeur Van Gend & Loos
- Andries Baart sr. (1885-1969), architect
- Aaf Bouber (1885-1974), actrice
- Gerard Boedijn (1893-1972), componist en dirigent
- Aaf Dell (1893-1975), verzetsstrijder en Rechtvaardige onder de Volkeren
- Betsy Huitema-Kaiser (1894-1978), schilderes, aquarelliste en tekenares
- Johannes Pesman (1903-1978), burgemeester en gemeentelijk politicus
- Nicolaas Schneiders (1903-1982), aartsbisschop
- Bart Jan Bok (1906-1983), astronoom
- Klaas Galis (1910-1999), indoloog en bestuursambtenaar in Nieuw-Guinea
- Ben Kalb (1918-2002), burgemeester
- Margreet van Hoorn, pseudoniem van Gré de Reus (1922-2010), auteur streekromans
- Kees Winkler (1927-2004), dichter
- Piet Olofsen (1935-2013), atleet
- Mat van Hensbergen (1938-2014), cameraman en acteur
- Corine Rottschäfer (1938-2020), Miss World 1957, fotomodel, eigenares modellenbureau
- Martin Brozius (1941-2009), acteur, presentator en cabaretier
- Han Ebbelaar (1943), balletdanser
- George Baker (1944), zanger
- Aryaan Harshagen (1946), beeldhouwer
- Cees Renckens (1946), gynaecoloog
- Pieter Feller (1952), schrijver
- Rein Wolfs (1960), kunsthistoricus en museumdirecteur
- Marleen Houter (1961), tv-presentatrice
- Lucas Rive (1962-2019), chef-kok
- Stephan van den Berg (1962), windsurfer
- Ruud Heus (1964), voetballer
- Kees de Boer (1965), illustrator
- Myra Koomen (1966), politica
- Simone van der Vlugt (1966), schrijfster
- Ron Blaauw (1967), chef-kok
- Jeroen van Kan (1968), journalist, presentator en dichter
- Jan de Visser (1968), voetballer
- Jacob de Greeuw (1969), zanger, gitarist
- Silvan Inia (1969), voetballer
- Frank de Boer (1970), voetballer
- Ronald de Boer (1970), voetballer
- Marilou le Grand (1970), tv-presentatrice
- Jan van Steenbergen (1970), taalkundige
- Anouk Mels (1971), softbalster
- Femke Lakerveld (1974), actrice
- Minouche Smit (1975), zwemster
- Albert-Jan Sluis (1976), diskjockey
- Terence Schreurs (1976), actrice, danseres, model
- Marja Vis (1977), schaatsster
- Esther Schouten (1978), boksster
- Gürkan Küçüksentürk (1979), acteur
- Eva Meijer (1980), filosofe, schrijfster, beeldend kunstenares en singer-songwriter
- Nanning Mol (1980), politicus en burgemeester
- Frederiek Schouwenaar (1980), politica
- Zarayda Groenhart (1982), tv-presentatrice
- Erik Homan (1982), voetballer
- Vera Koedooder (1983), wielrenster
- Coen de Koning (1983), zeiler
- Suzan Verduijn (1983), paralympisch atlete
- Marijke Mettes (1985), paralympisch atlete
- Willemijn Karsten (1986), handbalster
- Robert Krabbendam (1986), basketballer
- Joost Reijns (1987), zwemmer
- Jacco Gardner (1988), multi-instrumentalist
- Pim Ligthart (1988), wielrenner
- Ruud Vormer (1988), voetballer
- Tim Knol (1989), singer-songwriter
- Maikel van der Werff (1989), voetballer
- Roland Alberg (1990), voetballer
- Nadine Broersen (1990), atlete
- Marco Bizot (1991), voetballer
- Lorenzo Ebecilio (1991), voetballer
- Brandley Kuwas (1992), voetballer
- Sonny Stevens (1992), voetballer
- Ortál Vriend (1992), actrice
- Stan Bijl (1995), voetballer
- Merel Ek (1995), journalist
- Nadine Visser (1995), atlete
- Inessa Kaagman (1996), voetballer
- Rosario Mussendijk (1996), muzikant en producer, bekend als sor
- Tessa June (1997), zangeres
- Maaike Boogaard (1998), wielrenster
- Jacin Trill (1998), rapper
- Dani de Wit (1998), voetballer
- Bas Takken (1999), paralympisch zwemmer
- Stien den Hollander (2000), zangeres, bekend als S10
- Kenzo Goudmijn (2001), voetballer
- Antoon (2002), zanger
- Max de Waal (2002), voetballer
- Isa Dekker (2003), voetbalster

## Woonachtig geweest

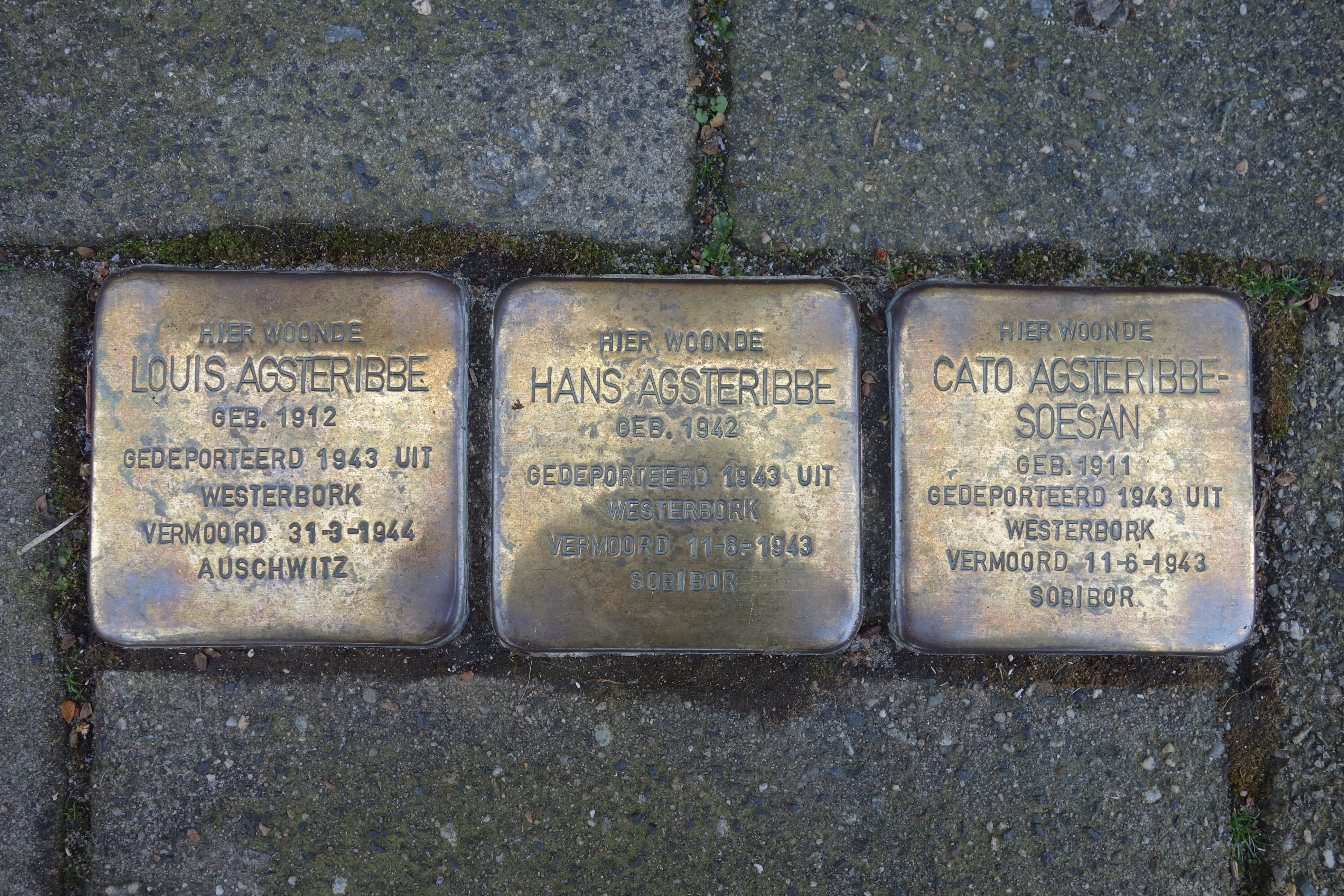
Stolpersteine voor Beatrixlaan 3

- Jacob Waben (Alkmaar, ca. 1575-Hoorn, ca. 1641), kunstschilder
- David Pietersz. de Vries (La Rochelle, 1593-1655), zeevaarder
- Jan Albertsz Rotius (Medemblik, 1624), kunstschilder
- Andreas Cellarius (ca. 1596-1665), rector van de Latijnse School, cosmograaf
- Pieter Rembrantsz van Nierop (1658-1708), wiskundige, astronoom, vermaner, weesmeester
- Klaas de Jong (Hoogkarspel, 1815), lid Tweede Kamer
- Willem Karel van Dedem (Heerde, 1839-1895), Minister van Koloniën
- Johannes van Reijendam (1868–1959), architect
- Johannes Huibers (Amsterdam, 1875-1969), bisschop van Haarlem
- Johan Kerkmeijer (Middelburg, 1875—1956), bestuurder van verschillende verenigingen en het Westfries Museum
- Dieuwtje van Vliet (Enkhuizen, 1887-1974), verzetsstrijder
- Trien de Haan-Zwagerman (Hauwert, 1891-1986), activiste, feministe en politica
- Frits Slomp (Ruinerwold, 1898-1978), gereformeerd predikant en verzetsstrijder
- Sjoerd Leiker (Drachten, 1914-1988), schrijver en journalist
- Meindert Boekel (Amsterdam, 1915-1989), componist, organist en dirigent
- Klaas Beuker (Harlingen, 1924-2000), lid Tweede Kamer (RKPN)
- Edgar Vos (Makassar, 1931-2010), couturier
- Wim Ruska (Amsterdam, 1940-2015), judokampioen
- Jim van der Woude (Amsterdam, 1948-2023), acteur
- Ernesto Hoost (Heemskerk, 1965), kickbokser